# Кішка на розпеченому даху (фільм, 1958)
«Кішка на розпеченому даху» (англ. Cat on a Hot Tin Roof) — американський фільм Річарда Брукса, відзнятий у 1958 році, екранізація однойменної п'єси лауреата Пулітцерівської премії Теннессі Вільямса.

## Сюжет
Головний герой фільму Брік Полліт, у минулому відомий гравець американського футболу, змушений покинути спорт через безглузду травму — і безпробудно пиячить. Його з дружиною Меггі запрошують на 65-літній ювілей батька сім'ї Гарві Політта, великого землевласника і мільйонера, його називають не інакше як «Великий Татко».
Сам Гарві щойно виписався з лікарні, і то з невтішним діагозом: невиліковна форма раку — але про те, що дні у нього полічені, вирішили не говорити ні йому, ні його дружині. Усі інші члени сім'ї в курсі діагнозу — і починається ціла низка інтриг з метою заволодіти чималим статком. Знає про це і Брік, а його дружина Меггі натякає, що час подумати про частку в заповіті. Меггі, хоча й бездітна, є олюбленою невісткою Гарві. Старша невістка Мей Флін, яка уже встигла народити п'ятеро дітей, знову вагітна. «Великий Тато» і сам намагається розтопити лід в стосунках з Бріком, але тільки погіршує ситуацію.
Причиною цього є стара неприємна історія. Друг Бріка Полліта — Скіпер — скінчив життя самогубством і, як вважав Брік, Меггі мала до цього безпосереднє відношення. Відчайдушно намагаючись хоч-якось поправити розхитане сімейне становище Меггі загравала зі Скіпером. Гарві тратить останні дні свого життя на те, щоб допомогти сімейній парі розібратися в цій історії і налагодити свої стосунки — і це йому вдається. У кінці фільму все ж відбувається розв'язка, яка примирює всіх героїв та дає віру в нормальне життя родини — навіть за таких сумних обставин як неминуча смерть голови сімейства.

## В головних ролях
- Елізабет Тейлор — «Кішка» Меггі
- Пол Ньюмен — Брік Полліт
- Джудіт Андерсон — «Велика Мама» Іда Полліт
- Берл Айвз — «Великий Татко» Гарві Полліт
- Джек Карсон — Купер Полліт
- Меделін Шервуд — Мей Флінн Полліт
- Ларі Гейтс — доктор Бау
- Вог Тейлор — диякон Девіс

## Нагороди
- Премія «Golden Laurel»
- Номінація на Оскар у 6 категоріях: найкращий актор, найкраща акторка, найкраща робота оператора, найкращий режисер, найкращий сценарій, найкращий фільм.
- Номінація на премію Золотий глобус у двох категоріях: найкращий драматичний фільм, найкращий режисер.
- Номінація на премію BAFTA в трьох категоріях: найкращий фільм, найкраща іноземна акторка, найкращий іноземний фільм.